# Carver (Minnesota)
Carver è una città degli Stati Uniti d'America, situata in Minnesota, nella contea di Carver.